# Гирля Володимир Іванович
Володи́мир Іва́нович Ги́рля (18 січня 1939) — український лікар-хірург, доктор медичних наук (1992), професор (1995).

## Життєпис
Народився в селі Кумарі, нині Врадіївської селищної громади Первомайського району Миколаївської області.
Закінчив Первомайське медичне училище і Одеський медичний інститут (1963).
Працював лікарем-хірургом. Від 1974 року працював в Одеському медичному інституті: з 1995 року — професор кафедри хірургічних хвороб, згодом — завідувач кафедри госпітальної хірургії та хірургії стоматологічного факультету  Одеського державного медичного університету.
До кола наукових досліджень входять: хірургія жовчновивідних шляхів, органів ендокринної системи, гнійно-септичних процесів, малоінвазивна хірургія, вплив фізичних факторів на перебіг запального процесу при септичних ускладненнях цукрового діабету та наркоманії.

## Праці
1. Эмфизематозный пиело- и паранефрит // Урология и нефрология. 1977. № 4 (співавт.). (рос.)
2. Значение дуоденокинезиографии в выборе метода внутреннего отведения желчи при осложненном холецистите // ВХ им. Г. 1982. № 7 (співавт.). (рос.)
3. Острый ферментативный холецистит, трудности диагностики и хирургического лечения // КХ. 1990. № 4. (рос.)
4. Лапароскопия в дифференциальной диагностике острого ферментативного и гангренозного (сосудистого) холецистита // Хірургія України. 2002. № 3 (співавт.). (рос.)
5. Рак щитоподібної залози у хворих на тиреотоксичний зоб // Сучасні напрями розвитку ендокринології. Х., 2003 (співавт.).